# Nephele dalii
Nephele dalii är en fjärilsart som beskrevs av Newman 1857. Nephele dalii ingår i släktet Nephele och familjen svärmare. Inga underarter finns listade i Catalogue of Life.